# Featheroides
Featheroides Peng, Yin, Xie & Kim, 1994 è un genere di ragni appartenente alla famiglia Salticidae.

## Distribuzione
Le due specie oggi note di questo genere sono state rinvenute in Cina.

## Tassonomia
A dicembre 2010, si compone di due specie:
- Featheroides typicus Peng, Yin, Xie & Kim, 1994[2] — Cina
- Featheroides yunnanensis Peng, Yin, Xie & Kim, 1994 — Cina